# Androcorys
- Commons
- Wikispecies

Androcorys Schltr.  é um género botânico pertencente à família das orquídeas (Orchidaceae).

## Espécies deAndrocorys
1. Androcorys angustilabris (King & Pantl.) Agrawala & H.J.Chowdhery, Kew Bull. 65: 105 (2010)
2. Androcorys gracilis (King & Pantl.) Schltr., Notizbl. Bot. Gart. Berlin-Dahlem 7: 397 (1920)
3. Androcorys josephi (Rchb.f.) Agrawala & H.J.Chowdhery, Kew Bull. 65: 106 (2010)
4. Androcorys kalimpongensis (Pradhan) Agrawala & H.J.Chowdhery, Kew Bull. 65: 106 (2010)
5. Androcorys monophylla (D.Don) Agrawala & H.J.Chowdhery, Kew Bull. 65: 106 (2010)
6. Androcorys ophioglossoides Schltr., Repert. Spec. Nov. Regni Veg. Beih. 4: 53 (1919) - espécie tipo
7. Androcorys oxysepalus K.Y.Lang, Guihaia 16: 106 (1996)
8. Androcorys pugioniformis (Lindl. ex Hook.f.) K.Y.Lang, Guihaia 16: 105 (1996)
9. Androcorys pusillus (Ohwi & Fukuy.) Masam., Hokuriku J. Bot. 12: 88 (1963)
10. Androcorys spiralis Tang & F.T.Wang, Bull. Fan Mem. Inst. Biol. 10: 38 (1940)